# Taihu
Taihu (太湖; pinyin: tài hú; betekenis groot meer) is een groot meer in de Yangtze-delta. Met een oppervlakte van 2250 km² en een gemiddelde diepte van 2 meter is dit het op twee na grootste zoetwatermeer in China, direct na Poyang en Dongting. Grote steden die aan het meer liggen zijn Wuxi en Suzhou.
In het meer bevinden zich 90 eilanden, sommige maar een paar meter lang en anderen een paar kilometer. Het meer wordt omgeven door 72 heuvels.
Rondom Taihu wordt veel graan geproduceerd. Het meer is rijk aan vis, zodat de visindustrie sterk vertegenwoordigd is. Het meer is ook bekend vanwege de Taihu-stenen, kalksteen met bijzondere vormen en met gaten, die vooral bij de bouw van Chinese tuinen wordt gebruikt. Het meer is een doorgangsroute voor schepen die het Grote Kanaal, dat van Peking tot Hangzhou loopt, gebruiken. Het meer voedt ook meerdere rivieren, waaronder de Suzhou die in Shanghai uitmondt in de Huangpu Jiang.
Door de komst van industrie raakt het water in het meer vervuild. Vooral in de periode van 1980 tot 2000 nam het aantal industriële bedrijven die hun afvalwater in het meer loosden fors toe. Aan het einde van de eeuw greep de centrale overheid in en dwong veel fabrieken de deuren te sluiten. Er kwam meer toezicht, maar dit heeft niet geleid tot een duidelijke verbetering. In 2008 was er sprake van een algenbloei waarmee de watervoorziening werd bedreigd. Ongeveer 30 miljoen Chinezen worden met water van het meer voorzien.
Tàihúshuǐ (太湖水, betekenis: "Taihu water") is een lokaal bier dat met water van het meer wordt gebrouwen.